# West Side Story
West Side Story là một vở kịch của Arthur Laurents. Nhạc của phim được sáng tác bởi Leonard Bernstein, lời các bài hát bởi Stephan Sandheim và tác giả viết truyện là Arthur Laurents.
Bản soạn thảo lần đầu của cuốn sách có tên là Eastside Story. Một bộ phim chuyển thể cùng tên đã đoạt 10 giải Oscar năm 1961. Bộ phim được dựng nên trên nền tảng của câu chuyện tình nổi tiếng Romeo và Juliet.

## Nội dung
Nội dung của bộ phim xoay quanh câu chuyện tình yêu giữa một đôi nam nữ thuộc hai nhóm đường phố là Tony và Maria. Tony thuộc nhóm Jet's và Maria thuộc nhóm Sharks. Số phận trớ trêu đã đưa tình yêu tìm đến với họ. Một ngày bạn thân của Tony(Riff) bị anh trai của Maria (Bernado) và cũng là trưởng nhóm Sharks giết chết. Từ ham muốn trả thù, Tony đã đâm chết anh ta trong một cuộc gây gổ giữa 2 nhóm. Từ đó Tony phải trốn tránh.Tony chìm trong đau khổ khi nhận được thông tin sai rằng, Maria đã bị bắn chết. Mất hết lý trí, Tony chạy ra ngoài phố và gào lên:Chico, hãy bắn tao đi (Chico là người mà Maria đã kết hôn khi còn bé). Bỗng nhiên, Tony nhìn thấy Maria. Khi hai người chạy đến bên nhau, Chico xuất hiện và bắn gục Tony. Maria vô cùng đau khổ vì cái chết của người mình yêu. Khác với Romeo and Julia, trong bộ phim này nhân vật Maria vẫn còn sống khi kết thúc.

## Bài hát
- Prologue – Nhóm Jets và Nhóm Sharks,
- Jet Song – Riff và Jets,
- Something's Coming – Tony,
- The Dance at the Gym – Nhóm Jets và Nhóm Sharks,
- Maria – Tony,
- Tonight – Tony và Maria,
- America – Anita, Rosalia và Nhóm Shark-Girls,
- Cool – Riff và Nhóm Jets,
- One Hand, One Heart – Tony và Maria,
- Tonight (Quintet und Chorus) – Anita, Tony, Maria, Nhóm Jets und Nhóm Sharks,
- The Rumble (Tanz) – Nhóm Jets và Nhóm Sharks,